# Serie B 2022-2023 (pallavolo)
La Serie B 2022-2023 si è svolta dall'8 ottobre 2022 al 4 giugno 2023: al torneo hanno partecipato centoventuno squadre di club italiane e una squadra di club sammarinese.

## Regolamento

### Formula
Le squadre, divise in nove gironi, hanno disputato un girone all'italiana, con gare di andata e ritorno, per un totale di ventisei giornate per i gironi dalla A alla H e ventidue giornate per il girone I. Al termine della regular season:
- Le prime due classificate di ciascun girone hanno acceduto ai play-off promozione, che si sono svolti in tre fasi con le squadre raggruppate in tre rami (gironi A-B-C, gironi D-E-F, gironi G-H-i):
  - La prima classificata di ciascun girone ha acceduto alla prima fase. Per ogni ramo si è disputato un girone all'italiana di tre giornate: la prima classificata ha ottenuto la promozione in Serie A3, mentre le altre squadre hanno acceduto alla terza fase.
  - La squadra classificata al secondo posto di ciascun girone ha acceduto alla seconda fase. Per ogni ramo si è disputato un girone all'italiana di tre giornate e la vincente ha acceduto alla terza fase.
  - Seconda e terza classificata della prima fase e la vincente della seconda fase hanno acceduto alla terza fase disputata ancora con un girone all'italiana di tre giornate: la prima classificata è stata promossa in Serie A3.
- Le squadre classificate al decimo ed undicesimo posto di ogni girone, nel caso di distacco non superiore ai due punti, hanno acceduto ai play-out, giocati con gare di andata e ritorno (in caso di parità di punti dopo le due partite è stato disputato un golden set); nel caso di maggior distacco la squadra undicesima classificata è retrocessa in Serie C.
- Le squadre classificate dal dodicesimo al quattordicesimo posto di ogni girone sono retrocesse in serie C[2].

### Criteri di classifica
Se il risultato finale è stato di 3-0 o 3-1 sono stati assegnati 3 punti alla squadra vincente e 0 a quella sconfitta, se il risultato finale è stato di 3-2 sono stati assegnati 2 punti alla squadra vincente e 1 a quella sconfitta.
L'ordine del posizionamento in classifica è stato definito in base a:
- Punti;
- Numero di partite vinte;
- Ratio dei set vinti/persi;
- Ratio dei punti realizzati/subiti.

## Squadre partecipanti

### Girone A
- Alba
- Albisola
- Alto Canavese
- Canottieri Ongina
- Colombo Genova
- CUS Genova
- La Bollente
- Laghezza
- Novi
- Parella
- Sant'Anna
- Sitting Chieri '76
- Valli di Lanzo
- Valdimagra

### Girone B
- Beach Club Offanengo
- Besanese
- Caronno Pertusella
- Diavoli Rosa II
- Grassobbio
- Insubria Mornago
- Milano II
- Milano Vittorio Veneto
- PCG Bresso
- Saronno
- Scanzorosciate
- Valtrompia
- Yaka
- ZeroQuattro

### Girone C
- Asola Remedello
- Beach & Park
- Dossobuono
- Dream Ravenna
- Forlì
- Gabbiano Mantova
- Legnago
- Montichiari
- Padova II
- Rubicone In Volley
- San Martino
- Sassuolo
- Spezzanese
- Viadana

### Girone D
- Aduna Padova
- Argentario
- Bolghera
- Cornedo
- Futura Cordenons
- Il Pozzo
- Massanzago
- Olimpia Zanè
- Portogruaro
- Povegliano
- Silvolley
- Trentino II
- Treviso
- Valsugana

### Girone E
- Ankon
- Libertas Osimo
- Lube II
- Macerata
- Materdomini
- Modugno
- Molfetta
- Montorio
- Nova Loreto
- Nuova Consolini
- Potentino
- Revolution Turi
- Sabini
- Volley '79

### Girone F
- Anderlini
- Arno
- Civita Castellana
- Era
- Foligno
- InterVolley Foligno
- Invicta
- Lupi Santa Croce II
- Modena II
- Orte
- Prato
- Sir Safety Perugia II
- Tomei Livorno
- Villa d'Oro

### Girone G
- Anguillara
- Appio Roma
- Casalbertone
- CUS Cagliari
- Fenice Roma
- Genzano
- Lazio
- Marino
- Pallianus
- Roma 7
- Sarroch
- Spike Devils
- Stella Azzurra
- Virtus Roma

### Girone H
- Annunziata
- Athena
- Casoria
- Elisa Pomigliano
- Green Galatone
- Grottaglie
- Leverano
- Marigliano
- Matese
- Meta
- New Gioia
- Pag Taviano
- Rione Terra
- SBV Galatina

### Girone I
- Aquila Bronte
- Callipo II
- Cinquefrondi
- Letojanni
- Next Atlas
- Paomar Siracusa
- Papiro
- Partinico[3]
- Sicily Beach
- Universal Catania
- Volo International

## Torneo

### Play-off promozione

#### Primo gruppo (gironi A-B-C)

##### Prima fase

###### Risultati
| Partite |                                   |     |                            |
|         |                                   |     |                            |
| 13-05   | La Bollente - Gabbiano Mantova    | 3-0 | 26-24, 25-18, 25-13        |
| 17-05   | Scanzorosciate - La Bollente      | 1-3 | 27-25, 18-25, 23-25, 19-25 |
| 20-05   | Gabbiano Mantova - Scanzorosciate | 3-0 | 25-23, 25-22, 25-16        |

###### Classifica
| Pos. | Squadra          | Pt | G | V | P | SV | SP | Ratio | PF  | PS  | Ratio |
| ---- | ---------------- | -- | - | - | - | -- | -- | ----- | --- | --- | ----- |
| 1.   | La Bollente      | 6  | 2 | 2 | 0 | 6  | 1  | 6,000 | 176 | 142 | 1,239 |
| 2.   | Gabbiano Mantova | 3  | 2 | 1 | 1 | 3  | 3  | 1,000 | 130 | 137 | 0,949 |
| 3.   | Scanzorosciate   | 0  | 2 | 0 | 2 | 1  | 6  | 0,167 | 148 | 175 | 0,846 |

      Promossa in Serie A3.
      Ammessa alla terza fase.

##### Seconda fase

###### Risultati
| Partite |                                |     |                            |
|         |                                |     |                            |
| 13-05   | Dossobuono - Yaka              | 0-3 | 15-25, 23-25, 15-25        |
| 17-05   | Canottieri Ongina - Dossobuono | 3-0 | 25-22, 25-15, 25-19        |
| 20-05   | Yaka - Canottieri Ongina       | 3-1 | 25-21, 25-22, 22-25, 25-16 |

###### Classifica
| Pos. | Squadra           | Pt | G | V | P | SV | SP | Ratio | PF  | PS  | Ratio |
| ---- | ----------------- | -- | - | - | - | -- | -- | ----- | --- | --- | ----- |
| 1.   | Yaka              | 6  | 2 | 2 | 0 | 6  | 1  | 6,000 | 172 | 137 | 1,255 |
| 2.   | Canottieri Ongina | 3  | 2 | 1 | 1 | 4  | 3  | 1,333 | 159 | 153 | 1,039 |
| 3.   | Dossobuono        | 0  | 2 | 0 | 2 | 0  | 6  | 0,000 | 109 | 150 | 0,727 |

      Ammessa alla terza fase.

##### Terza fase

###### Risultati
| Partite |                                   |     |                            |
|         |                                   |     |                            |
| 27-05   | Yaka - Gabbiano Mantova           | 3-1 | 25-16, 25-17, 17-25, 27-25 |
| 30-05   | Scanzorosciate - Yaka             | 1-3 | 19-25, 25-18, 23-25, 25-27 |
| 03-06   | Gabbiano Mantova - Scanzorosciate | 3-0 | 25-15, 25-18, 25-22        |

###### Classifica
| Pos. | Squadra          | Pt | G | V | P | SV | SP | Ratio | PF  | PS  | Ratio |
| ---- | ---------------- | -- | - | - | - | -- | -- | ----- | --- | --- | ----- |
| 1.   | Yaka             | 6  | 2 | 2 | 0 | 6  | 2  | 3,000 | 189 | 175 | 1,080 |
| 2.   | Gabbiano Mantova | 3  | 2 | 1 | 1 | 4  | 3  | 1,333 | 158 | 149 | 1,060 |
| 3.   | Scanzorosciate   | 0  | 2 | 0 | 2 | 1  | 6  | 0,167 | 147 | 170 | 0,865 |

      Promossa in Serie A3.

#### Secondo gruppo (gironi D-E-F)

##### Prima fase

###### Risultati
| Prima giornata |                                     |     |                                   |
|                |                                     |     |                                   |
| 13-05          | Massanzago - Civita Castellana      | 2-3 | 22-25, 25-18, 22-25, 25-21, 20-22 |
| 17-05          | Revolution Turi - Massanzago        | 3-1 | 25-18, 25-22, 23-25, 25-21        |
| 20-05          | Civita Castellana - Revolution Turi | 3-0 | 25-22, 25-21, 29-27               |

###### Classifica
| Pos. | Squadra           | Pt | G | V | P | SV | SP | Ratio | PF  | PS  | Ratio |
| ---- | ----------------- | -- | - | - | - | -- | -- | ----- | --- | --- | ----- |
| 1.   | Civita Castellana | 5  | 2 | 2 | 0 | 6  | 2  | 3,000 | 190 | 184 | 1,033 |
| 2.   | Revolution Turi   | 3  | 2 | 1 | 1 | 3  | 4  | 0,750 | 168 | 165 | 1,018 |
| 3.   | Massanzago        | 1  | 2 | 0 | 2 | 3  | 6  | 0,500 | 200 | 209 | 0,957 |

      Promossa in Serie A3.
      Ammessa alla terza fase.

##### Seconda fase

###### Risultati
| Prima giornata |                    |     |                            |
|                |                    |     |                            |
| 13-05          | Cornedo - Arno     | 1-3 | 25-14, 16-25, 24-26, 23-25 |
| 17-05          | Molfetta - Cornedo | 3-1 | 25-22, 14-25, 25-23, 25-23 |
| 20-05          | Arno - Molfetta    | 3-1 | 25-20, 21-25, 25-18, 25-16 |

###### Classifica
| Pos. | Squadra  | Pt | G | V | P | SV | SP | Ratio | PF  | PS  | Ratio |
| ---- | -------- | -- | - | - | - | -- | -- | ----- | --- | --- | ----- |
| 1.   | Arno     | 6  | 2 | 2 | 0 | 6  | 2  | 3,000 | 186 | 167 | 1,114 |
| 2.   | Molfetta | 3  | 2 | 1 | 1 | 4  | 4  | 1,000 | 168 | 189 | 0,889 |
| 3.   | Cornedo  | 0  | 2 | 0 | 2 | 2  | 6  | 0,333 | 181 | 179 | 1,011 |

      Ammessa alla terza fase.

##### Terza fase

###### Risultati
| Prima giornata |                              |     |                     |
|                |                              |     |                     |
| 27-05          | Arno - Revolution Turi       | 3-0 | 25-22, 25-20, 25-18 |
| 30-05          | Massanzago - Arno            | 0-3 | 18-25, 14-25, 21-25 |
| 03-06          | Revolution Turi - Massanzago | 3-0 | 25-18, 25-23, 25-21 |

###### Classifica
| Pos. | Squadra         | Pt | G | V | P | SV | SP | Ratio | PF  | PS  | Ratio |
| ---- | --------------- | -- | - | - | - | -- | -- | ----- | --- | --- | ----- |
| 1.   | Arno            | 6  | 2 | 2 | 0 | 6  | 0  | MAX   | 150 | 113 | 1,327 |
| 2.   | Revolution Turi | 3  | 2 | 1 | 1 | 3  | 3  | 1,000 | 135 | 137 | 0,985 |
| 3.   | Massanzago      | 0  | 2 | 0 | 2 | 0  | 6  | 0,000 | 115 | 150 | 0,767 |

      Promossa in Serie A3.

#### Terzo gruppo (gironi G-H-I)

##### Prima fase

###### Risultati
| Prima giornata |                            |     |                            |
|                |                            |     |                            |
| 13-05          | Letojanni - Sarroch        | 1-3 | 15-25, 26-24, 16-25, 15-25 |
| 16-05          | Green Galatone - Letojanni | 3-1 | 25-20, 25-22, 22-25, 25-16 |
| 20-05          | Sarroch - Green Galatone   | 3-1 | 25-18, 16-25, 30-28, 25-20 |

###### Classifica
| Pos. | Squadra        | Pt | G | V | P | SV | SP | Ratio | PF  | PS  | Ratio |
| ---- | -------------- | -- | - | - | - | -- | -- | ----- | --- | --- | ----- |
| 1.   | Sarroch        | 6  | 2 | 2 | 0 | 6  | 2  | 3,000 | 195 | 163 | 1,196 |
| 2.   | Green Galatone | 3  | 2 | 1 | 1 | 4  | 4  | 1,000 | 188 | 179 | 1,050 |
| 3.   | Letojanni      | 0  | 2 | 0 | 2 | 2  | 6  | 0,333 | 155 | 196 | 0,791 |

      Promossa in Serie A3.
      Ammessa alla terza fase.

##### Seconda fase

###### Risultati
| Prima giornata |                           |     |                                  |
|                |                           |     |                                  |
| 14-05          | Next Atlas - CUS Cagliari | 1-3 | 21-25, 25-20, 13-25, 16-25       |
| 17-05          | Grottaglie - Next Atlas   | 3-0 | 25-22, 25-13, 25-10              |
| 21-05          | CUS Cagliari - Grottaglie | 3-2 | 22-25, 21-25, 25-21, 25-12, 15-8 |

###### Classifica
| Pos. | Squadra      | Pt | G | V | P | SV | SP | Ratio | PF  | PS  | Ratio |
| ---- | ------------ | -- | - | - | - | -- | -- | ----- | --- | --- | ----- |
| 1.   | CUS Cagliari | 5  | 2 | 2 | 0 | 6  | 3  | 2,000 | 203 | 166 | 1,223 |
| 2.   | Grottaglie   | 4  | 2 | 1 | 1 | 5  | 3  | 1,667 | 166 | 153 | 1,085 |
| 3.   | Next Atlas   | 0  | 2 | 0 | 2 | 1  | 6  | 0,167 | 120 | 170 | 0,706 |

      Ammessa alla terza fase.

##### Terza fase

###### Risultati
| Prima giornata |                               |     |                     |
|                |                               |     |                     |
| 27-05          | CUS Cagliari - Green Galatone | 3-0 | 25-19, 25-17, 25-18 |
| 30-05          | Letojanni - CUS Cagliari      | 0-3 | 26-28, 23-25, 16-25 |
| 04-06          | Green Galatone - Letojanni    | -   |                     |

###### Classifica
| Pos. | Squadra        | Pt | G | V | P | SV | SP | Ratio | PF  | PS  | Ratio |
| ---- | -------------- | -- | - | - | - | -- | -- | ----- | --- | --- | ----- |
| 1.   | CUS Cagliari   | 6  | 2 | 2 | 0 | 6  | 0  | MAX   | 153 | 119 | 1,286 |
| 2.   | Letojanni      | 0  | 2 | 0 | 2 | 0  | 3  | 0,000 | 65  | 78  | 0,833 |
| 3.   | Green Galatone | 0  | 2 | 0 | 2 | 0  | 3  | 0,000 | 54  | 75  | 0,720 |

      Promossa in Serie A3.

### Play-out

#### Tabellone
|  | Girone A |            |   |   |  |
|  |          |            |   |   |  |
|  | 10A      | CUS Genova | 0 | 0 |  |
|  | 10A      | CUS Genova | 0 | 0 |  |
|  | 11A      | Sant'Anna  | 3 | 3 |  |

|  | Girone D |              |   |   |  |
|  |          |              |   |   |  |
|  | 10D      | Aduna Padova | 2 | 3 |  |
|  | 10D      | Aduna Padova | 2 | 3 |  |
|  | 11D      | Portogruaro  | 3 | 1 |  |

|  | Girone E |                 |   |   |  |
|  |          |                 |   |   |  |
|  | 10E      | Nuova Consolini | 1 | 3 |  |
|  | 10E      | Nuova Consolini | 1 | 3 |  |
|  | 11E      | Nova Loreto     | 3 | 2 |  |

|  | Girone F |               |   |   |  |
|  |          |               |   |   |  |
|  | 10F      | Tomei Livorno | 3 | 3 |  |
|  | 10F      | Tomei Livorno | 3 | 3 |  |
|  | 11F      | Foligno       | 0 | 1 |  |

#### Risultati
| Gara 1 |                               |     |                                   |
|        |                               |     |                                   |
| 14-05  | Sant'Anna - CUS Genova        | 3-0 | 29-27, 25-23, 25-23               |
| 13-05  | Portogruaro - Aduna Padova    | 3-2 | 25-22, 25-22, 25-27, 29-31, 16-14 |
| 13-05  | Nova Loreto - Nuova Consolini | 3-1 | 25-20, 25-17, 16-25, 27-25        |
| 13-05  | Foligno - Tomei Livorno       | 0-3 | 22-25, 13-25, 21-25               |

| Gara 2 |                               |     |                                   |
|        |                               |     |                                   |
| 20-05  | CUS Genova - Sant'Anna        | 0-3 | 23-25, 17-25, 28-30               |
| 20-05  | Aduna Padova - Portogruaro    | 3-1 | 25-18, 25-19, 22-25, 25-14        |
| 20-05  | Nuova Consolini - Nova Loreto | 3-2 | 25-20, 23-25, 17-25, 25-12, 15-12 |
| 20-05  | Tomei Livorno - Foligno       | 3-1 | 22-25, 25-23, 25-20, 25-18        |

## Verdetti

### Squadre promosse
- Arno
- Civita Castellana
- CUS Cagliari
- La Bollente
- Sarroch
- Yaka

### Squadre retrocesse
- Albisola
- Anderlini
- Annunziata
- Appio Roma
- Argentario
- Athena
- Beach & Park
- Besanese
- Casalbertone
- Colombo Genova
- CUS Genova
- Diavoli Rosa II
- Foligno
- Il Pozzo
- Insubria Mornago
- Legnago

- Lube II
- Marino
- Materdomini
- Matese
- Milano II
- Modena II
- Novi
- Nuova Consolini
- Olimpia Zanè
- Padova II
- Portogruaro
- SBV Galatina
- Sir Safety Perugia II
- Spezzanese
- Stella Azzurra
- Volley '79